# Kaf Sān
Kaf Sān (persiska: كَبسان, Robāţ-e Kafsān, رُباطِ كَفسان, كف سان) är en ort i Iran.   Den ligger i provinsen Markazi, i den centrala delen av landet, 250 km sydväst om huvudstaden Teheran. Kaf Sān ligger 1 762 meter över havet och antalet invånare är 484.
Terrängen runt Kaf Sān är platt åt nordväst, men åt sydost är den kuperad.Runt Kaf Sān är det ganska tätbefolkat, med 56 invånare per kvadratkilometer. Närmaste större samhälle är Khomeyn, 8,7 km väster om Kaf Sān. Trakten runt Kaf Sān består i huvudsak av gräsmarker.